# Abadía de Lebanza
La abadía de Lebanza se encuentra a tres kilómetros de la localidad de Lebanza, en el término municipal de La Pernía, en la Montaña palentina (comunidad autónoma de Castilla y León, España).

## Historia
Parece ser que en el solar que hoy ocupa la actual abadía existió una ermita mozárabe del siglo X, fundada por los condes lebaniegos Alfonso y Justa en el año 932, aunque no queda ya nada de estas primeras construcciones. En aquella época se conocía el lugar como "Nebantia", modificándose posteriormente a "Labantia" y "Labancia", hasta llegar a Santa María de Lebanza y Nuestra Señora de Alabanza o Lebanza, como hoy se llama.
En el siglo XII, sobre los restos de la ermita, el obispo Raimundo, primer conde episcopal de Pernía, reedificó otra, de estilo Románico, de la cual solo quedan dos capiteles conservados en el Fogg Art Museum de Boston.
La abadía actual data del siglo XVIII y es de estilo neoclásico incipiente. Fue mandada construir por el rey Carlos III que, según parece, sentía una gran devoción por la Virgen de este lugar, como se recuerda en una inscripción que figura en el presbiterio de la iglesia abacial.

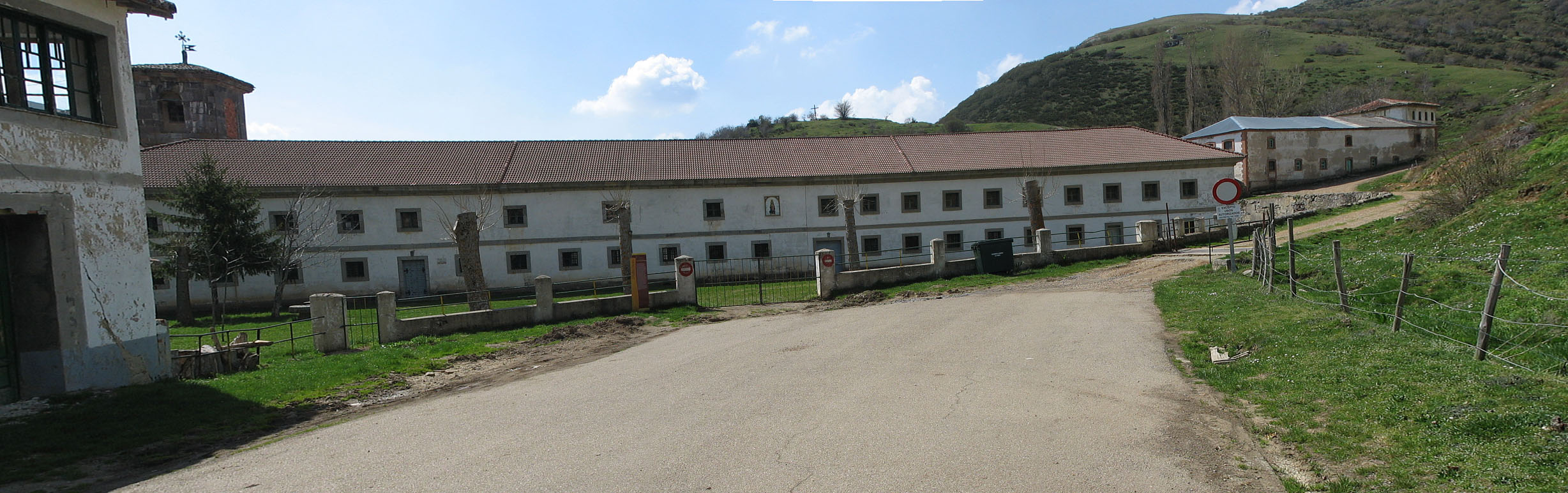
Panorámica desde la entrada principal.

A raíz de la Desamortización de Mendizábal, el conjunto pasó a manos de un particular, junto con todos los terrenos que rodean la abadía. Después de la guerra civil española, en los años 1940, fue vuelta a adquirir por la diócesis de Palencia, instalándose aquí el Seminario menor diocesano. En esta época se amplió el edificio hacia el oeste, construyéndose un nuevo patio. Se puede diferenciar claramente la parte nueva sobre la del siglo XVIII porque esta última tiene el suelo de la planta de arriba de madera vista, mientras que la zona nueva es de losetas.

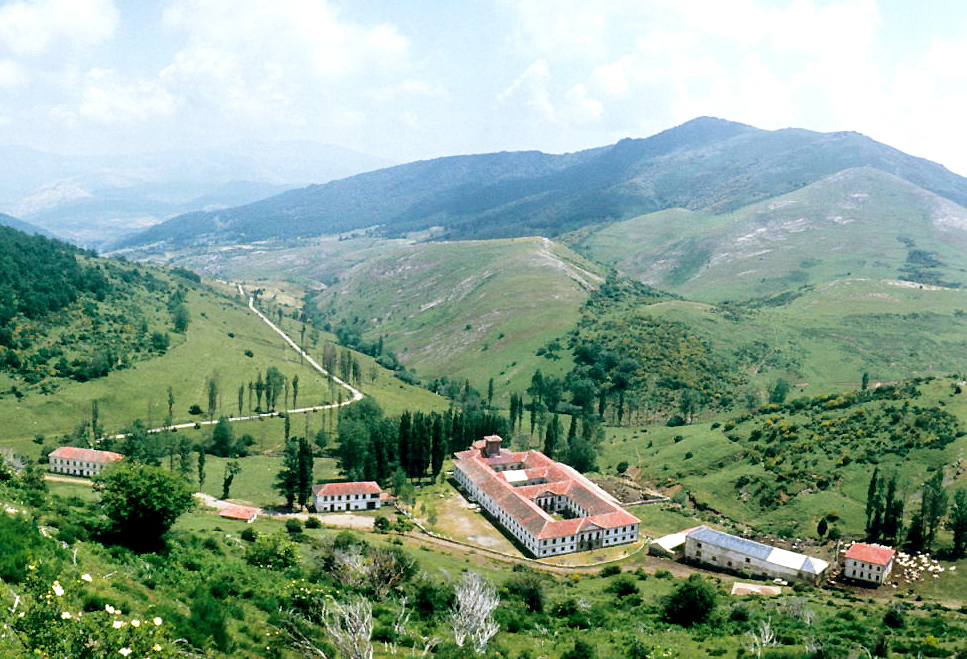
Vista de la abadía y sus alrededores en la década de 1980

La pequeña carretera que llega a la abadía quedaba aislada durante los meses de invierno por la nieve, siendo la radio la única forma de comunicación de sus habitantes con Palencia. Por eso, alrededor de la abadía había cuatro edificios con cuadras, panadería y carnicería, e incluso un pequeño puesto de la Guardia Civil cuyos guardas eran además artesanos, para ser autosuficientes durante esos meses de aislamiento. Llegados los años 1960, el Seminario menor se trasladó y la abadía de Lebanza quedó únicamente como seminario de verano. Durante años iban a la abadía a dar cursos y charlas importantes intelectuales de la época.
Hoy en día se están restaurando las cubiertas de la abadía y los edificios colindantes, y se usa principalmente en los meses de verano para colonias y campamentos.

## La iglesia
La iglesia abacial tiene planta neoclásica en forma de cruz griega, sobre la que se instala una cúpula central rebajada. La cabecera se cubre con cúpula vaída. Dos retablos barrocos adornan el presbiterio y el lado de la Epístola, con escasa imaginería.